# خرداد ۱۳۸۶
خرداد ۱۳۸۶

## پنج‌شنبه: ‎۳۱ خرداد۱۳۸۶(۲۱ ژوئن۲۰۰۷)
- شکست گروه فتح‌الاسلام در لبنان

ارتش لبنان پیروزی خود را بر گروه فتح‌الاسلام در کمپ پناهندگان فلسطینی اعلام کرد. دیلی تایمز
- دولت ژاپن نام جزیرهٔ ایووجیما را به نام سابق خود، ایوتو، برگراند. گاردین

## چهارشنبه: ‎۳۰ خرداد۱۳۸۶(۲۰ ژوئن۲۰۰۷)
- با ثبت شاهنامه بایسنقری و وقف‌نامهٔ ربع رشیدی، ایران به حافظهٔ جهانی راه یافت

در ششمین دورهٔ برنامهٔ حافظهٔ جهانی سازمان علمی و فرهنگی ملل متحد (یونسکو) که در سال جاری میلادی برگزار شد، از میان صدها اثر پیشنهادی کشورهای مختلف، ۳۸ اثر از جمله دو اثر پیشنهادی ایران برای ثبت در حافظهٔ جهانی برگزیده شدند.
شاهنامه بایسنقری و وقف‌نامهٔ ربع رشیدی، دو اثر از سه اثر پیشنهادی جمهوری اسلامی ایران بودند که برای نخستین‌بار در این برنامه شرکت می‌کردند. این آثار توسط کمیتهٔ ملی حافظهٔ جهانی مستقر در سازمان اسناد و کتابخانه ملی ایران به برنامهٔ حافظهٔ جهانی یونسکو معرفی شدند. خبر ایسنا و خبرگزاری میراث فرهنگی ایران

## سه‌شنبه: ‎۳۰ خرداد۱۳۸۶(۲۰ ژوئن۲۰۰۷)
- انفجار در مسجد شیعی

بر اثر انفجار بمب در نزدیکی مسجد الخیلانی بغداد دستکم ۷۸ نفر جان باختند. بی‌بی‌سی

## دوشنبه: ‎۲۸ خرداد۱۳۸۶(۱۸ ژوئن۲۰۰۷)
- زلزله در قم

بعد از ظهر روز دوشنبه در ساعت ۱۷ و ۵۹ دقیقه و ۵۰ ثانیه، زلزله‌ای به قدرت ۵٫۹ در مقیاس ریشتر ۱۹ کیلومتری شهر قم را لرزاند. همچنین این زمین لرزه در شهرهای تهران، کرج و ساوه نیز احساس شد. بی‌بی‌سی فارسی، سایت موسسه ژئوفیزیک، ایسنا

## یکشنبه: ‎۲۷ خرداد۱۳۸۶(۱۷ ژوئن۲۰۰۷)
- ملکه انگلیس به «سلمان رشدی» لقب «شوالیه» اهدا کرد.

ملکه انگلیس در سال‌روز تولد خود لقب اشرافی «شوالیه» را به سلمان رشدی نویسنده کتاب آیات شیطانی اهدا کرد.
این اقدام موجب بروز واکنش‌های منفی‌ای در ایران، افغانستان، پاکستان، تاجیکستان، هند، کشمیر، لیبی، جمهوری آذربایجان و بعضی از محافل داخلی انگلیس شد. بی‌بی‌سی فارسی،
خبرگزاری مهر،
خبرگزاری مهر،
خبرگزاری جمهوری اسلامی(ایرنا)،
خبرگزاری جمهوری اسلامی(ایرنا)،
خبرگزاری جمهوری اسلامی(ایرنا)،
خبرگزاری فارس

## شنبه: ‎۲۶ خرداد۱۳۸۶(۱۶ ژوئن۲۰۰۷)
- آیت‌الله فاضل لنکرانی درگذشت

آیت‌الله محمد فاضل لنکرانی از مراجع تقلید شیعه در سن ۷۶ سالگی درگذشت. بی‌بی‌سی فارسی
- تیم فوتبال فولاد سپاهان با پیروزی بر صباباتری قهرمان جام حذفی باشگاه‌های ایران شد. آفتاب‌نیوز

## جمعه: ‎۲۵ خرداد۱۳۸۶(۱۵ ژوئن۲۰۰۷)
- رئیس‌جمهور مناطق خودگردان، نخست‌وزیر جدید فلسطینی را منصوب کرد

محمود عباس، رئیس تشکیلات خودگردان فلسطینی، یک روز پس از آن‌که دولت وحدت ملی فلسطین را منحل اعلام کرد، سلام فیاض را مأمور تشکیل کابینه اضطراری کرد. این درحالی است که اسماعیل هنیه تصریح کرده بود که از ریاست دولت کنار نخواهد رفت و از نظر او، دولت وحدت ملی همچنان برقرار است.بی‌بی‌سی فارسی، رادیو فردا

## پنج‌شنبه: ‎۲۴ خرداد۱۳۸۶(۱۴ ژوئن۲۰۰۷)
- مرگ دبیر کل سابق

کورت والدهایم، دبیر کل دو دورهٔ سازمان ملل متحد، در سن ۸۸ سالگی درگذشت. واشنگتن‌پست

## چهارشنبه: ‎۲۳ خرداد۱۳۸۶(۱۳ ژوئن۲۰۰۷)
- انفجار دوباره در حرم عسکری در سامره

در یکی از مکان‌های مقدس شیعیان در عراق که سال گذشته در اثر انفجار بمب به شدت آسیب دیده بود مجدداً انفجارهایی روی داده است که در اثر آن، دو مناره طلایی باقی مانده حرم که با وجود انفجار سال گذشته همچنان برجا بودند فرو ریخته‌اند. بی‌بی‌سی فارسی
- شیمون پرز به ریاست جمهوری دولت اسرائیل برگزیده شد. وی جانشین موشه کاتساو گردید. بی‌بی‌سی فارسی، بازتاب

## سه‌شنبه: ‎۲۲ خرداد۱۳۸۶(۱۲ ژوئن۲۰۰۷)
- آیت‌الله قمی، درگذشت

آیت‌الله سید حسن طباطبایی قمی، از مراجع تقلید شیعه و منتقدان حکومت ایران که در شهر مشهد ساکن بود، بامداد دوشنبه (یازدهم ژوئن) در سن ۹۶ سالگی در بیمارستان امام رضای این شهر درگذشت. بی‌بی‌سی فارسی
- مرگ پلیس‌های افغان

نیروهای آمریکایی اشتباهاً نیروهای پلیس افغانستان را مورد حملهٔ راکت قرار دادند. در این حمله هفت پلیس افغان کشته شدند. ان‌بی‌سی نیوز
- وقوع سیل در کشور چین

سیل در جنوب چین دستکم ۷۱ کشته بر جای گذاشت. سی‌ان‌ان

## دوشنبه: ‎۲۱ خرداد۱۳۸۶(۱۱ ژوئن۲۰۰۷)
- ماهواره جاسوسی اسرائیل به فضا پرتاب شد

مقامات نظامی اسرائیل روز دوشنبه ۱۱ ژوئن اعلام کردند که این کشور ماهواره جاسوسی جدیدی را با موفقیت به فضا پرتاب کرده‌است. اسرائیل قرار است از این ماهواره جاسوسی که اوفک-۷ نامیده می‌شود را برای جاسوسی از کشورهایی چون ایران و سوریه استفاده کند. بی‌بی‌سی فارسی
- سافاری برای ویندوز

استیو جابز، مدیر عامل شرکت رایانه‌ای اپل اعلام کرد که این شرکت نسخه‌ای از مرورگر وب سافاری را برای سیستم‌عامل ویندوز تهیه کرده‌است. رویترز

## یک‌شنبه: ‎۲۰ خرداد۱۳۸۶(۱۰ ژوئن۲۰۰۷)
- کالین پاول، در گفتگوی زنده با شبکه ان‌بی‌سی، خواستار تعطیلی بازداشتگاه گوانتانامو شد. ان‌بی‌سی نیوز

## شنبه: ‎۱۹ خرداد۱۳۸۶(۹ ژوئن۲۰۰۷)
دکتر پرویز ورجاوند بر اثر ایست قلبی در بیمارستان درگذشت. آفتاب‌نیوز

## جمعه: ‎۱۸ خرداد۱۳۸۶(۸ ژوئن۲۰۰۷)
ریچارد رورتی، فیلسوف آمریکایی، در سن ۷۵ سالگی درگذشت. استاندفوردنیوز

## پنج‌شنبه: ‎۱۷ خرداد۱۳۸۶(۷ ژوئن۲۰۰۷)
- توفان در دریای عمان

دستکم ۱۲ نفر در عمان بر اثر توفان گونو جان باختند. 
- رهبران گروه هشت در مورد کاهش دادن گازهای گلخانه‌ای تا سال ۲۰۵۰ به توافق رسیدند. گاردین

## سه‌شنبه: ‎۱۵ خرداد۱۳۸۶(۵ ژوئن۲۰۰۷)
- پایان آتش‌بس در اسپانیا

گروه جدایی‌طلب اتا در بیانیه‌ای اعلام کرد که آتش‌بس ۱۵ ماهه با دولت اسپانیا در نیمه‌شب پنجم ژوئن به پایان می‌رسد. سی‌ان‌ان، بی‌بی‌سی فارسی

## دوشنبه: ‎۱۴ خرداد۱۳۸۶(۴ ژوئن۲۰۰۷)
- انتقاد بین‌المللی از سخنان احمدی نژاد

تأکید مجدد محمود احمدی نژاد، رئیس‌جمهوری ایران بر نابودی کشور اسرائیل در مراسم سالگرد درگذشت روح الله خمینی، بنیانگذار نظام جمهوری اسلامی با واکنش‌های منفی بین‌المللی روبرو شده‌است. بی‌بی‌سی فارسی

## یک‌شنبه: ‎۱۳ خرداد۱۳۸۶(۳ ژوئن۲۰۰۷)
- سقوط بالگرد در آفریقا

سقوط هلیکوپتر شرکت «پارامونت ایرلاین» در سیرالئون دستکم ۱۹ کشته برجاگذاشت. بی‌بی‌سی

## چهارشنبه: ‎۹ خرداد۱۳۸۶(۳۰ مه۲۰۰۷)
- نامزد ریاست بانک جهانی معرفی شد

رابرت زولیک، قائم‌مقام سابق وزارت امور خارجهٔ آمریکا، از سوی جرج دبلیو بوش به عنوان نامزد ریاست بانک جهانی معرفی شد. بی‌بی‌سی فارسی، سی‌ان‌ان

## سه‌شنبه: ‎۸ خرداد۱۳۸۶(۲۹ مه۲۰۰۷)
- مذاکرات ایران و آمریکا یک ماه دیگر از سر گرفته می‌شود

برخی منابع خبری عراق روز سه‌شنبه اعلام کردند که مذاکرات جمهوری اسلامی ایران با آمریکا دربارهٔ عراق، یک ماه دیگر از سرگرفته می‌شود. ایرنا
- انتخاب دوباره اسد

بشار اسد، رئیس‌جمهور سوریه، در انتخاباتی یک‌نفره با ۹۷٪ آرا برای دومین بار به مقام ریاست جمهوری رسید. بی‌بی‌سی

## دوشنبه: ‎۷ خرداد۱۳۸۶(۲۸ مه۲۰۰۷)
- سایپا قهرمان لیگ برتر فوتبال ایران شد؛ علی دایی خداحافظی کرد. بی‌بی‌سی فارسی
- خودکشی وزیر ژاپنی

توشیکاتسو ماتسوکا، وزیر کشاورزی ژاپن، چند ساعت پس از حلق‌آویزکردن خود در آپارتمانش از دنیا رفت. سی‌ان‌ان

## یکشنبه: ‎۶ خرداد۱۳۸۶(۲۷ مه۲۰۰۷)
- اعتراض فعالان حقوق بشر به برخورد با بدحجابی

کانون مدافعان حقوق بشر ایران از برخوردهای اخیر با زنان و فعالان دانشجویی انتقاد کرده و روش‌های در پیش گرفته شده را ناسازگار با موازین حقوق بشری خوانده‌است.بی بی سی فارسی
- تعیین تاریخ انتخابات مجلس اوکراین

ویکتور یوشچنکو، رئیس‌جمهور اوکراین و ویکتور یانوکویچ، نخست‌وزیر در بیانیه‌ای تاریخ انتخابات زودهنگام مجلس اوکراین را ۳۰ سپتامبر اعلام کردند. بی‌بی‌سی، سی‌ان‌ان

## جمعه: ‎۴ خرداد۱۳۸۶(۲۵ مه۲۰۰۷)
- تعیین نمایندهٔ ایران برای مذاکرات با آمریکا

حسن کاظمی قمی، سفیر ایران در عراق به عنوان رئیس هیئت ایرانی مذاکره‌کننده با آمریکا شناخته شد. ایرنا

## پنج‌شنبه: ‎۳ خرداد۱۳۸۶(۲۴ مه۲۰۰۷)
- کمیته بین‌المللی صلیب سرخ کمکهای انسان دوستانه به لبنان ارسال کرد

سخنگوی کمیته بین‌المللی صلیب سرخ در اردن گفت: کمکهای انسان دوستانه‌ای از مقر صلیب سرخ در امان برای کمک به قربانیان درگیریهای اخیر در طرابلس در شمال لبنان ارسال شده‌است.ایرنا
- در حالیکه چند تن از مقامات ایرانی گزارش اخیر مدیرکل آژانس بین‌المللی انرژی اتمی را مثبت ارزیابی کرده‌اند، وی در مورد مسیر پرونده هسته‌ای ایران ابراز نگرانی شدید کرده‌است.بی‌بی‌سی

## چهارشنبه: ‎۲ خرداد۱۳۸۶(۲۳ مه۲۰۰۷)
- در آخرین دیدار از مرحلهٔ گروهی لیگ قهرمانان آسیا، امروز تیم فوتبال سپاهان اصفهان در ورزشگاه فولادشهر به دیدار الشباب عربستان رفت و موفق شد با شکست حریف خود راهی مرحلهٔ بعد شود.ایسنا[پیوند مرده]
- هفتمین قهرمانی آث میلان

تیم فوتبال آث میلان ایتالیا با پیروزی دو بر یک بر لیورپول انگلستان قهرمان لیگ قهرمانان اروپا شد. سی‌ان‌ان، ایرنا

## سه‌شنبه: ‎۱ خرداد۱۳۸۶(۲۲ مه۲۰۰۷)
- رهبر حزب محافظه‌کار انگلیس خواستار تسریع مذاکرات آمریکا با ایران شد

دیوید کامرون روز سه‌شنبه همچنین از آمریکا و انگلیس خواست تحریم‌ها علیه ایران را تشدید کنند زیرا اقدامات کنونی آنقدر ضعیف هستند که نمی‌توانند از برنامه هسته‌ای ایران جلوگیری کنند. فارس